# Ringendorf
Ringendorf (en alsacià Ríngendorf) és un municipi francès, situat a la regió del Gran Est, al departament del Baix Rin. L'any 1999 tenia 359 habitants.
Forma part del cantó de Bouxwiller, del districte de Saverne i de la Comunitat de comunes de Hanau-La Petite Pierre.

## Demografia
| 1962 | 1968 | 1975 | 1982 | 1990 | 1999 |
| ---- | ---- | ---- | ---- | ---- | ---- |
| 321  | 351  | 329  | 313  | 309  | 359  |

## Administració
| Període | Identitat     | Partit |
| ------- | ------------- | ------ |
| 2001-   | Edmond Mahler |        |